# Chelyosoma macleayanum
Chelyosoma macleayanum är en sjöpungsart som beskrevs av William John Broderip och Sowerby 1830. Chelyosoma macleayanum ingår i släktet Chelyosoma och familjen högermagade sjöpungar. Inga underarter finns listade i Catalogue of Life.